# غرانت ديفيز
غرانت ديفيز (بالإنجليزية: Grant Davies)‏ (13 أكتوبر 1959 المملكة المتحدة - ) هو لاعب كرة قدم بريطاني.